# Bestune B30

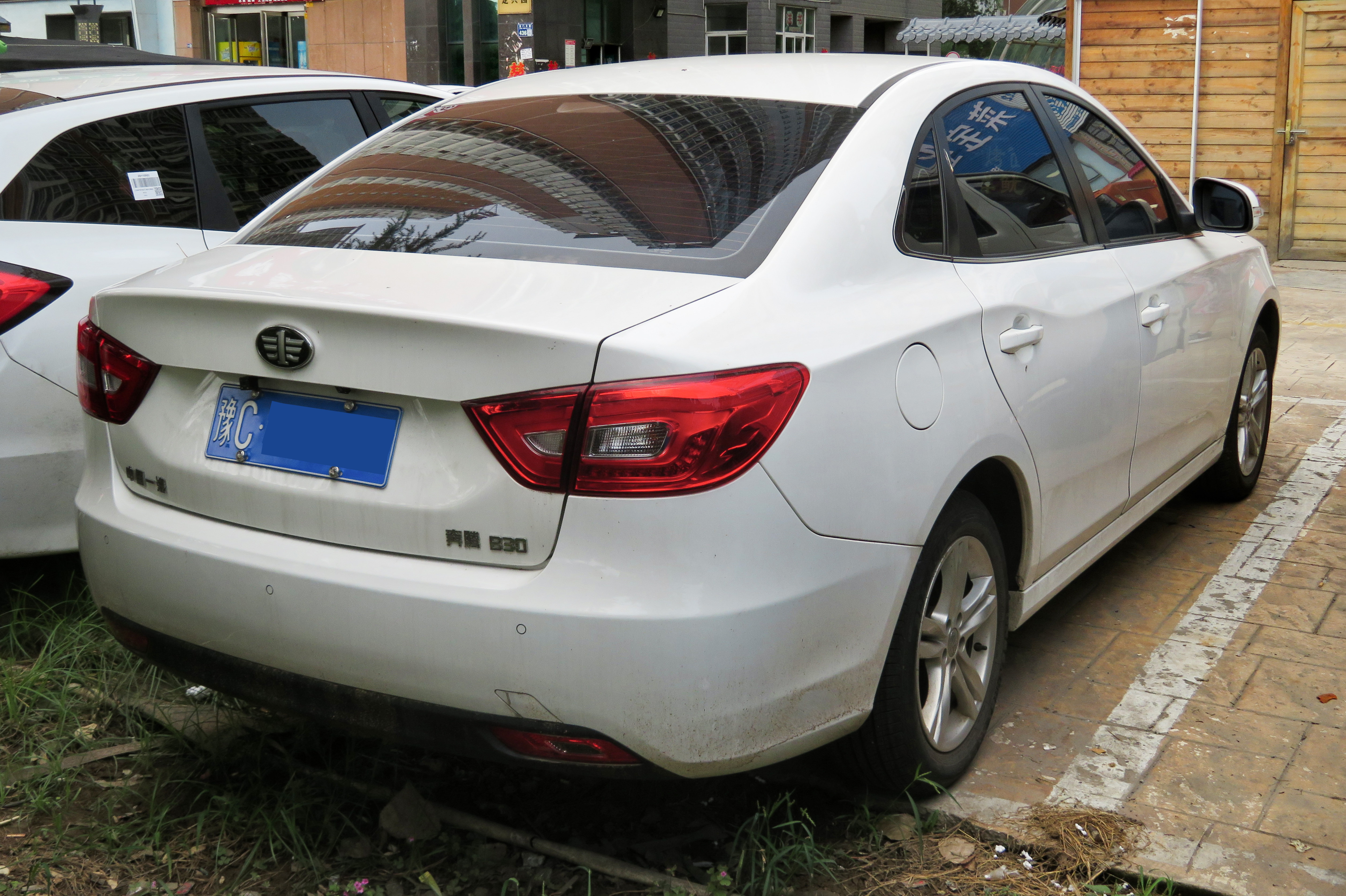
Вид сзади

Bestune B30 (ранее Besturn B30) — субкомпактный автомобиль китайского бренда Besturn концерна FAW.

## Описание
Продажи автомобиля Bestune B30 начались в ноябре 2015 года по цене 72800—92800 юаней. Концепт-кар был представлен на Шанхайском автосалоне под названием Besturn A-Class. Дебют состоялся на автосалоне в Чэнду в сентябре 2015 года.
Автомобиль оснащён 1,6-литровым рядным четырёхцилиндровым двигателем DOHC мощностью 109 л. с. и крутящим моментом 155 Н⋅м, который сочетался в паре с шестиступенчатой автоматической или же пятиступенчатой механической трансмиссией.
Ранее в 2011 году на Шанхайском автосалоне был представлен концепт-кар Besturn B30 (Besturn C30) на базе Volkswagen Bora.

## SiTech MEV
SiTech MEV является вторым электромобилем компании SiTech, выпускающимся с 2020 года. Это электромобиль на базе Bestune B30 с габаритами 4632 мм/1790 мм/1500 мм, колёсной базой 2652 мм и массой 1463 кг. Запас хода составляет 402 км, а электродвигатель питается от аккумулятора ёмкостью 51 кВт⋅ч. Автомобиль выпускается в комплектациях 60 edition, 70 edition, 80 edition, 90 edition и 100 edition. SiTech MEV100 является перелицовкой Bestune B30 совместного производства FAW и SiTech.